# Liuba Germanova
Liuba Germanova Wilhelm (ur. 28 listopada 1989) – portugalska wioślarka.

## Osiągnięcia
- Mistrzostwa Świata – Poznań 2009 – dwójka bez sternika – 15. miejsce[1].